# Mollendo
Mollendo este un oraș și capitala provinciei Islay, din regiunea Arequipa, Peru. Mollendo a fost portul principal de pe coasta sudică peruană, până când Matarani a cunoscut o mare dezvoltare aproximativ acum 50 de ani; astăzi, economia constă în activitatea pescarilor, iar pentru navele comerciale se folosește portul Matarani, de la 12 kilometri nord; portul se află în stare de distrugere.
Pe timp de vară, populația orașului se dublează, turiștii fiind persoane venite toată regiunea Arequipa.
Pe aici trenul trece doar pe timp de vară, însă Mollendo este legat prin intermediul unui drum bun de către autostrada panamericană.